# 派生变化
派生变化（英語：morphological derivation）又译衍生变化，在語言學中指的是藉由改變“原詞”（词根）的句法範疇和／或增加實質性而非語法性的含意，從而使現有單詞產生新的詞位的過程，如英語的 un- 或 -ness 可以加在詞根 happy（快樂的）上，派生出 unhappy（不快樂的）、happiness（快樂、幸福）、unhappiness（憂傷、不幸）等詞彙。藉由派生所構成的詞叫派生詞，附在詞前後以形成派生詞的前綴、後綴等統稱為派生詞綴（derivational affix）。
派生变化与屈折变化不同，屈折变化指的是对词进行“修改”使得其具有不同的语法范畴，而不改变核心意义的构词法：如 determines, determining, determined 由 determine 屈折变化而来。

## 派生方式
汉语的派生词缀有：-化，-性，-主义等。
英语中的派生词非常丰富，列举一些英语中改变词类的派生方式与其后缀如下：
- 形容词变名詞：-ness（slow → slowness）
- 形容词变动词：-ise（modern → modernise，英式英語）、-ize（final → finalize，美式英语、牛津拼写）
- 形容词变另一个形容词：-ish（red → reddish）
- 形容词变副詞：-ly（personal → personally）
- 名词变形容词：-al（recreation → recreational）
- 名词变动词：-fy（glory → glorify）
- 动词变形容词：-able（drink → drinkable）
- 动词变名词（抽象化（英语：deverbal noun））：-ance（deliver → deliverance）
- 动词变名词（施事者（英语：agent noun））：-er（write → writer）

派生变化并不一定要改变词类，可以仅仅改变词义。英语中前缀几乎不改变词类，列举一些如下：
- re-（write →  re-write）
- over-（lord → over-lord）
- 通常用于形容词、动词而非名词：un-（healthy → unhealthy, do → undo）

但也有一些前缀会改变词类，如 en- 和 be-。En-（在唇音前变为 em-）就经常用于将形容词、名词变为及物动词：rich（形容词）→ enrich（动词），large（形容词）→ enlarge（动词），rapture（名词）→ enrapture（动词），slave（名词）→ enslave（动词）。

## 派生与屈折
- 屈折变化（Inflection）对同一个词类的词来说大致有一个规律（比如英语中词尾加 -s 变为第三人称单数），而派生变化的规律性就小很多：同样是形容词，名词后缀 -ity 可以用于 modern 和 dense，但不能用于 open 或 strong）。

- 屈折变化和派生变化可能共用一个同形同音词（homonym），但是不是同一个意思，如后缀 -er，屈折变化用于形容词（比较级，small-er），派生变化用于动词（施事者，cook-er）。[2]
- 屈折变化不会在词典中创建新条目，而派生变化一般会。
- 屈折变化不改变意义，仅改变语法功能和形态；而派生变化很可能改变意义、词性等，产生新的词位。

- 屈折词素有：-er, -est, -ing, -en, -ed, -s, etc.；派生词素有：-ful, -able, im-, un-, -ing, -er, etc.

## 派生与复合
派生变化的后缀都是規範語素（不能独立存在，必须附属于其他语素或词根的语素）；
合成词则是由自由语素复合（Compound）而形成的新的詞位，而非藉由增添詞綴、重疊（reduplication）、消去（subtraction）或修改單詞本身。如 lawsuit，百科 等。

## 派生与转品
語言學中的轉品（conversion）指的是涉及了語法範疇變化，而不改變該詞型態的一種造詞法，如英語 kick（動詞「踢」→名詞「踢」）、saddle（名詞「馬鞍」→動詞「給…裝上馬鞍」）。如果將轉品也視為詞綴變化的一種，那麼名詞 kick 和動詞 saddle 可以視為擁有以下的結構：
這種結構可以被稱為零詞綴（zero-affixation）或零派生（zero-derivation）。主要的爭論在於「零詞綴」等理論是否是解釋、分析轉品的最好方法；但由於不同的支持論點可能和語言的類型特徵有關，此爭論並沒有絕對的定論。

## 构词能力
构词能力，或直译为“生产力”（Productivity）这一术语被用来衡量派生词缀使用频率，使用频率越高、产生的词越多，就称该词缀构词能力强，或“高产”（productive）。比如否定前缀中，un- 就比 in-  更“高产”，这也导致母语者在需要造新词时更倾向于使用 un-。再比如，后缀 -ite 和 -ist 都“高产”，且都可以用于专有名词，于是 Thatcherite 和 Thatcherist（撒切尔主义者）这两个词都被造了出来。但事实上 -ist 更胜一筹，因此在更多情况下而不仅仅是专有名词中，见到的都是 -ist。